# Lojban
Lojban er et kunstsprog skabt af Logical Language Group i 1987, baseret på kunstsproget loglan, med den hensigt at gøre sproget mere komplet, brugbart og frit anvendeligt. Sprogets grammatik er ligesom loglan baseret på prædikatslogik, og har ingen uregelmæssigheder eller tvetydigheder.